# 夏克勤
夏克勤（1966年5月—），男，汉族，中华人民共和国政治人物，曾在华东政法学院法律系學習，後擔任江西省九江市中级人民法院党组副书记、副院长，江西省景德镇市中级人民法院党组书记、院长，江西省高级人民法院党组副书记、副院长。2021年1月23日起擔任西藏自治区人民检察院党组书记、检察长。